# Mario Bertok
Mario Bertok (Zagreb, 2 de septiembre de 1929 — 20 de agosto de 2008) fue un ajedrecista y periodista croata, que escribió en el Sportske novosti. 
Bertok consiguió el título de Maestro Internacional en 1957. Representó a Yugoslavia en el tablero cuatro en la Olimpiada de Ajedrez de 1960, anotando +5=5−3. Consiguió el subcampeonato en los Campeonatos de Yugoslavia de 1960. En el Torneo Interzonal de 1962 acabó en el puesto 17. Su mejor resultado internacional fue en el torneo Rovinj-Zagreb de 1970 donde acabó noveno.
La esposa de Bertok fue la famosa actriz yugoslava Semka Sokolović-Bertok (1935–2008), que también fue ajedrecista de alto nivel en su juventud.
El 20 de agosto de 2008, se notificó la desaparición de Bertok después de unas horas de nadar en las orillas del lago Jarun. Su cuerpo fue recuperado del lago ese mismo día.